# Wit-Rusland op de Olympische Zomerspelen 2000
Wit-Rusland nam deel aan de Olympische Zomerspelen 2000 in Sydney, Australië. Het Oost-Europese land eindigde op de 23ste plaats in het medailleklassement.

## Deelnemers en resultaten

### Atletiek
- Leonid Vershinin
- Valya Tsybulskaya
- Olga Tsander
- Ivan Tsichan
- Svetlana Sudak-Torun
- Nataliya Sologub
- Tatyana Shevchik
- Vladimir Sasimovich
- Nataliya Safronova
- Pavel Pelepyagin
- Nataliya Misyulya
- Andrej Michnevitsj
- Artur Meleshkevich
- Andrey Makarov
- Aleksey Lelin
- Anna Kozak
- Mikhail Khmelnitsky
- Larisa Khmelnitskaya
- Irina Khlyustova
- Vasily Kaptyukh
- Lyudmila Gubkina
- Viktor Ginko
- Natasha Dukhnova
- Vladimir Dubrovshchik
- Leonid Cherevko
- Yelena Budnik
- Iryna Jatsjanka
- Natasha Sazanovich
- Igor Astapkovitsj
- Ellina Zvereva
- Yanina Provalinskaya-Karolchik

### Boksen
- Sergey Bykovsky

### Boogschieten
- Olga Zabugina-Moroz
- Anna Karasyova

### Gewichtheffen
- Vitaly Derbenyov
- Pavel Bazuk
- Anna Batyushko
- Gennady Oleshchuk
- Sergey Lavrenov

### Gymnastiek
- Dmitry Polyarush
- Nataliya Karpenkova
- Tatyana Zharganova
- Marina Zarzhitskaya
- Aleksey Sinkevich
- Aleksandr Shostak
- Vitaly Rudnitsky
- Alena Polozkova
- Ivan Pavlovsky
- Nataliya Naranovich
- Anna Meysak
- Aleksandr Kruzhilov
- Ivan Ivankov
- Tatyana Grigorenko
- Valeriya Vatkina
- Yuliya Raskina
- Olga Puzhevich
- Mariya Lazuk
- Irina Ilenkova
- Anna Glazkova
- Tatyana Belan
- Tatyana Ananko

### Judo
- Leonid Svirid
- Ruslan Sharapov
- Sergey Kukharenko
- Natik Bagirov
- Anatoly Laryukov

### Kanovaren
- Svetlana Vakula
- Aleksandr Maseykov
- Nataliya Bondarenko
- Yelena Bet
- Olesya Bakunova

### Moderne vijfkamp
- Zhanna Shubyonok
- Pavel Dovgal

### Roeien
- Marina Znak
- Inessa Zakharevskaya
- Olga Tratsevskaya
- Marina Kuzhmar
- Valentina Khokhlova
- Nataliya Gelakh
- Yuliya Bichik
- Olga Berezneva
- Irina Bazilevskaya
- Yekaterina Khodatovich-Karsten

### Schermen
- Vitaly Zakharov
- Vladimir Pchenikin
- Andrey Murashko
- Dmitry Lapkes

### Schietsport
- Yuliya Sinyak-Alipova
- Irina Sjilova
- Olga Pogrebnyak
- Georgy Nekhayev
- Konstantin Lukashik
- Oksana Kovtonovich
- Anatoly Klimenko
- Oleg Khvatsovas
- Viktoriya Chayka
- Lalita Milshina-Yauhleuskaya
- Sergey Martynov
- Igor Basinsky

### Schoonspringen
- Vyacheslav Khamulkin
- Svetlana Aleksejeva

### Synchroonzwemmen
- Nataliya Sakharuk
- Kristina Nadezhdina-Markovich

### Tafeltennis
- Jevgeni Stjetenin
- Vladimir Samsonov
- Viktoria Pavlovitsj
- Veronika Pavlovitsj
- Tatjana Kostromina

### Tennis
- Natallja Zverava
- Vladimir Volchkov
- Maks Mirni
- Olga Barabanshchikova

### Worstelen
- Vitaly Zhuk
- Valery Tsilent
- Aleksandr Shemarov
- Nikolay Savin
- Igor Petrenko
- Beybulat Musayev
- Aleksey Medvedev
- Vyacheslav Makarenko
- Sergey Lishtvan
- Vladimir Kopytov
- German Kontoyev
- Aleksandr Guzov
- Sergey Demchenko
- Dmitry Debelka

### Zeilen
- Mikhail Protasevich
- Aleksandr Mumyga
- Igor Ivashintsov
- Tatyana Drozdovskaya

### Zwemmen
- Oleg Rykhlevich
- Alena Popchanka
- Pavel Lagun
- Dmitry Koptur
- Igor Koleda
- Valeryan Khuroshvili
- Dmitry Kalinovsky
- Aleksandr Gukov
- Natalia Baranovskaya

Albanië · Algerije · Amerikaanse Maagdeneilanden · Amerikaans-Samoa · Andorra · Angola · Antigua en Barbuda · Argentinië · Armenië · Aruba · Australië · Azerbeidzjan · Bahama's · Bahrein · Bangladesh · Barbados · België · Belize · Benin · Bermuda · Bhutan · Bolivia · Bosnië en Herzegovina · Botswana · Brazilië · Britse Maagdeneilanden · Brunei · Bulgarije · Burkina Faso · Burundi · Cambodja · Canada · Centraal-Afrikaanse Republiek · Chili · China · Chinees Taipei · Colombia · Comoren · Congo-Brazzaville · Congo-Kinshasa · Cookeilanden · Costa Rica · Cuba · Cyprus · Denemarken · Djibouti · Dominica · Dominicaanse Republiek · Duitsland · Ecuador · Egypte · El Salvador · Equatoriaal-Guinea · Eritrea · Estland · Ethiopië · Fiji · Filipijnen · Finland · Frankrijk · Gabon · Gambia · Georgië · Ghana · Grenada · Griekenland · Groot-Brittannië · Guam · Guatemala · Guinee · Guinee‑Bissau · Guyana · Haïti · Honduras · Hongarije · Hongkong · Ierland · IJsland · India · Indonesië · Irak · Iran · Israël · Italië · Ivoorkust · Jamaica · Japan · Jemen · Joegoslavië · Jordanië · Kaaimaneilanden · Kaapverdië · Kameroen · Kazachstan · Kenia · Kirgizië · Koeweit · Kroatië · Laos · Lesotho · Letland · Libanon · Liberia · Libië · Liechtenstein · Litouwen · Luxemburg · Macedonië · Madagaskar · Malawi · Malediven · Maleisië · Mali · Malta · Marokko · Mauritanië · Mauritius · Mexico · Micronesië · Moldavië · Monaco · Mongolië · Mozambique · Myanmar · Namibië · Nauru · Nederland · Nederlandse Antillen · Nepal · Nicaragua · Nieuw-Zeeland · Niger · Nigeria · Noord-Korea · Noorwegen · Oeganda · Oekraïne · Oezbekistan · Oman · Oostenrijk · Pakistan · Palau · Palestina · Panama · Papoea-Nieuw-Guinea · Paraguay · Peru · Polen · Portugal · Puerto Rico · Qatar · Roemenië · Rusland · Rwanda · Saint Kitts en Nevis · Saint Lucia · Saint Vincent en Grenadines · Salomonseilanden · Samoa · San Marino ·  Sao Tomé en Principe · Saoedi-Arabië · Senegal · Seychellen · Sierra Leone · Singapore · Slovenië · Slowakije · Soedan · Somalië · Spanje · Sri Lanka · Suriname · Swaziland · Syrië · Tadzjikistan · Tanzania · Thailand · Togo · Tonga · Trinidad en Tobago · Tsjaad · Tsjechië · Tunesië · Turkije · Turkmenistan · Uruguay · Vanuatu · Venezuela · Verenigde Arabische Emiraten · Verenigde Staten · Vietnam · Wit-Rusland · Zambia · Zimbabwe · Zuid-Afrika · Zuid-Korea · Zweden · Zwitserland · Individuele olympische atleten